# The Drums
The Drums sono un gruppo musicale indie rock statunitense originario di Brooklyn, New York, formato dagli ex-membri del gruppo Elkland (prima con il nome di Goat Explosion).

## Storia del gruppo

### Gli inizi
Jonathan Pierce e Jacob Graham si sono incontrati al campo estivo quando erano bambini e sono stati migliori amici per lungo tempo, almeno sino all'indomani della pubblicazione dell'album Encylopedia che segna la pacifica fuoriuscita dal gruppo da parte del chitarrista. Poco dopo il loro primo incontro, formarono una band electro-pop chiamata Goat Explosion e fecero anche una piccola tournée in Nord America durante la loro adolescenza. Intorno al 2003, Jonathan e un suo amico Adam Kessler formarono il gruppo indie rock Elkland, che ha rapidamente firmato un contratto con la Columbia Records. Negli anni successivi, gli Elkland raccolsero l'attenzione nella scena musicale indie con il loro contagioso singolo di debutto "Apart". Nel frattempo, Jacob formò un gruppo dal nome Horse Shoes (Shelflife Records), specializzata in canzoni d'amore fortemente melodiche e sentimentali. Jonathan infine decise di prendersi una pausa dalla composizione musicale dopo essere deluso dal business musicale e lasciò gli Elkland nel 2005.
Jonathan e Jacob avevano da tempo programmato di creare una nuova band insieme. Erano entrambi stanchi della musica elettronica e hanno deciso di passare dai sintetizzatori alle chitarre. La band si è formata alla fine del 2008 e, come risultato del loro arrivo a New York, altri due membri si unirono alla band: l'ex chitarrista Adam Kessler degli "Elkland" e il batterista Connor Hanwick.

### Carriera
Il 7 dicembre 2009 sono stati selezionati come uno dei 15 artisti per l'annuale sondaggio della BBC del 2010, che cerca i nuovi talenti della musica. In seguito, sono passati il 4 gennaio 2010 al 5º posto della lista. I The Drums sono anche apparsi nel numero di Dicembre '09/Gennaio 2010 di "Cliché Magazine". L'articolo in primo piano è stata un'intervista esclusiva dall'editore esecutivo Miguel Angel Jimenez e dal batterista Connor Hanwick. Nel primo numero di NME del 2010 sono stati nominati al primo posto tra le band della rivista così come nella "Cliché Magazine's Tips" per il 2010. I The Drums sono stati anche votati come "Migliore Speranza per il 2010" al Pitchfork's Raders' Poll del 2009.
Nel febbraio del 2010, i The Drums hanno tenuto concerti in quasi tutto il Regno Unito attraverso la NME Awards Tour 2010 accanto a The Maccabees, Bombay Bicycle Club e The Big Pink. È stato annunciato il 29 gennaio che i The Drums sosterranno i Florence and the Machine nel maggio 2010 per il loro "Cosmic Love Tour". Essi saranno inoltre a sostenere i Kings of Leon ad Hyde Park, Londra, insieme al sostegno di altri dei gruppi The Black Keys e The Whigs.
Il 7 maggio 2010, sono apparsi al "Friday Night With Jonathan Ross", dove si sono esibiti con la canzone "Best Friend".

## Influenze
Le loro principali influenze sono: The Smiths, Joy Division, The Wake, The Zombies, The Tough Alliance, The Legends, The Shangri-las, Orange Juice.
Jacob ha anche ricordato che il riverbero, in generale, ha svolto un ruolo importante nel loro sound. "... Se il riverbero non esistesse, non avremmo preso la briga di tentare di iniziare."

## Formazione

### Formazione attuale
- Jonathan Pierce - voce, tastiere, drum machine (2006-presente)
- Jacob Grahaman - tastiere (in precedenza chitarra) (2006-presente)
- Connor Hanwick - chitarra (in precedenza batteria) (2009-presente)
- Myles Matheny - chitarra (2011-presente)
- Danny Lee Allen - batteria (2011-presente)

### Ex componenti
- Adam Kessler - chitarra (2009-2010)
- Tom Haslow - chitarra (2010)
- Chris Stein - batteria (2009-2011)

## Discografia

### Album in studio
- 2010 - The Drums
- 2011 - Portamento
- 2014 - Encyclopedia
- 2017 - Abysmal Thoughts
- 2019 - Brutalism
- 2023 - Jonny

### EP
- 2009 - Summertime!